# Galumna samoaensis
Galumna samoaensis är en kvalsterart som beskrevs av Arthur P. Jacot 1924. Galumna samoaensis ingår i släktet Galumna och familjen Galumnidae. Inga underarter finns listade i Catalogue of Life.